# شهرستان منزلینسکی
شهرستان منزلینسکی (به لاتین: Menzelinsky District) یک شهرستان در روسیه است که در تاتارستان واقع شده‌است.